# Tomáš Kóňa
Tomáš Kóňa (Nitra, 1 maart 1984) is een Slowaaks voetballer, die doorgaans als controlerende middenvelder speelt. In juli 2024 verruilde hij FC Nitra voor FK Senica. Kóňa maakte in 2011 zijn debuut in het Slowaaks voetbalelftal.

## Clubcarrière
Kóňa werd geboren in Nitra en begon al op zijn zesde te voetballen bij het plaatselijke FC Nitra, waar hij de volledige jeugdopleiding doorliep. Hij werd een vaste basisspeler van zijn club tot de transfer naar Sparta Praag in januari 2006. Kóňa speelde in Praag tien wedstrijden in zijn eerste seizoen en slechts één in zijn tweede seizoen. Na verschillende blessures vertrok hij in juli 2008 voor een half jaar naar Tescoma Zlín. Toen hij van die club terugkeerde vertrok de middenvelder in februari 2009 op huurbasis naar FC Petržalka. In juli 2009 werd hij nog verhuurd aan zijn oude club FC Nitra. Voor de vierde maal werd hij op huurbasis weggestuurd, in juli 2010, naar FK Senica. Die club besloot hem echter ook direct over te nemen en een tweejarig contract te laten ondertekenen in juli 2011. Na anderhalf jaar werd de samenwerking met drie jaar verlengd. In 2015 verruilde hij Senica voor een contract bij Spartak Myjava. Slovan Bratislava werd zijn nieuwe club in februari 2017. Een halfjaar later verkaste Kóňa weer, toen hij voor FC Nitra ging spelen. Twee seizoenen later tekende hij voor zijn oude club Spartak Myjava, waarna hij in 2022 terugkeerde bij FC Nitra en in 2024 bij FK Senica.

## Interlandcarrière
Zijn debuut voor het Slowaaks voetbalelftal maakte Kóňa op 26 maart 2011, toen er met 0–1 gewonnen werd op bezoek bij Andorra. Van bondscoach Vladimír Weiss mocht de middenvelder in de basis beginnen en de volle negentig minuten volmaken.
| Interlands van Tomáš Kóňa voor Slowakije | Interlands van Tomáš Kóňa voor Slowakije | Interlands van Tomáš Kóňa voor Slowakije | Interlands van Tomáš Kóňa voor Slowakije | Interlands van Tomáš Kóňa voor Slowakije | Interlands van Tomáš Kóňa voor Slowakije | Interlands van Tomáš Kóňa voor Slowakije |
| №                                        | Datum                                    | Wedstrijd                                | Uitslag                                  | Competitie                               | Goals                                    |                                          |
| Als speler bij FK Senica                 | Als speler bij FK Senica                 | Als speler bij FK Senica                 | Als speler bij FK Senica                 | Als speler bij FK Senica                 | Als speler bij FK Senica                 | Als speler bij FK Senica                 |
| ---------------------------------------- | ---------------------------------------- | ---------------------------------------- | ---------------------------------------- | ---------------------------------------- | ---------------------------------------- | ---------------------------------------- |
| 1                                        | 26 maart 2011                            | Andorra – Slowakije                      | 0 – 1                                    | EK 2012 kwalificatie                     |                                          |                                          |
| 2                                        | 29 maart 2011                            | Slowakije – Denemarken                   | 1 – 2                                    | Vriendschappelijk                        |                                          |                                          |
| 3                                        | 30 mei 2012                              | Nederland – Slowakije                    | 2 – 0                                    | Vriendschappelijk                        |                                          |                                          |
| 4                                        | 14 augustus 2013                         | Roemenië – Slowakije                     | 1 – 1                                    | Vriendschappelijk                        |                                          |                                          |
| 5                                        | 15 oktober 2013                          | Letland – Slowakije                      | 2 – 2                                    | WK 2014 kwalificatie                     |                                          |                                          |